# Starec za plotom
Starec za plotom je biografski roman pisatelja, dramatika in politika Toneta Partljiča. Izšel je leta 1995. Obravnava povojno zgodovinsko obdobje. 
Roman pripoveduje o zadnjih letih življenja pesnika, pisatelja in dramatika Stanka Majcna, Mariborčana, ko se je ta, ki je bil pred in med drugo svetovno vojno visoki državni uradnik, katoličan, oče ubitega sina, domobranca, po vojni iz javnega in kulturnega življenja odstranjeni »notranji sovražnik«, takrat že tudi upokojenec, prisilno izseljen iz ljubljanskega stanovanja, zatekel z ženo k svoji sestri v Maribor, v hišo njunih staršev. Tam se je v revščini in popolni osami močno navezal na triletno sosedovo deklico Dajdico (tako jo je poimenoval, ker je kar naprej ponavljala: Daj, daj, daj …), pri tem pa tudi ustvarjalno znova oživel s pisanjem dramatike, poezije za otroke. Ob značilnih mariborskih mestnih prizoriščih pa je dogajanje pomaknjeno v mestno okolico, v Slovenske gorice, in k Mariji Snežni, od koder prihaja eden pesnikovih občudovalcev in naklonjenih znancev, učitelj Tine (ki nosi avtobiografske poteze pisatelja Partljiča). Roman je napisan v realističnem slogu z nekaj psihološkimi prvinami (starčevi notranji monologi).